# 콜리플라워
콜리플라워(cauliflower), 녹색 꽃양배추는 브라시카 올레라케아 종에 속하는 여러 채소들 가운데 하나이다. 화채(花菜), 채화(菜花), 화권심채(花捲心菜)라고도 한다. 콜리플라워의 머리는 하얀 꽃차례 분열조직으로 이루어져 있으며, 일반적으로 이 흰 머리 부분만 먹는다. 콜리플라워의 머리는 브로콜리의 것과 비슷하지만, 브로콜리는 꽃망울을 갖고 있다.
이 이름은 양배추를 뜻하는 라틴어 낱말 caulis(양배추)와 꽃을 뜻하는 영어 낱말 플라워(flower)를 결합한 것으로, 브라시카 올레라케아 종에는 양배추, 방울다다기, 케일, 브로콜리, 콜라드를 포함하지만 이들의 재배종군(cultivar group)은 서로 다르다.

## 분류

### 주요 군
콜리플라워에는 4개의 주요 군이 있다.
- 이탈리안(Italian): 모습, 일년생, 이년생 모두 다양한 이 군에는 White, Romanesco, Various green, Purple, Brown yellow 재배종을 포함한다.
- 노스웨스트 유러피언 이년생(Northwest European biennial): 유럽에서 봄, 초여름 수확 때 쓰인다. 19세기 프랑스에서 발생하였으며 이 군에는 Roscoff, Angers 재배종을 포함한다.
- 노스웨스트 유러피언 일년생(Northern European annuals): 유럽, 북아메리카에서 여름, 가을 수확 때 쓰인다. 18세기 독일에서 발생하였으며 이 군에는 Erfurt, Snowball 재배종을 포함한다.
- 아시안(Asian): 중국과 인도에서 쓰이는 일반적인 콜리플라워이다. 현재는 쓰이지 않는 코니시(Cornish) 타입을 기원으로 19세기 인도에서 발생하였으며[5], 이 군에는 Early Patna, Early Benaras 재배종을 포함한다.

### 변종
전 세계에 수백 가지의 역사적, 현대 상품용 변종이 있다. 대략 80가지의 북아메리카 변종의 목록은 노스캘로라이나 주립 대학교에서 관리를 받는다.

### 색
- 화이트 (흰색): 화이트 콜리플라워가 가장 일반적인 형태이다.
- 오렌지 (주황색): 오렌지 콜리플라워(B. oleracea L. var. botrytis)는 화이트 콜라플라워에 비해 비타민 A가 25배나 더 많다. 이 특징은 캐나다의 콜리플라워 밭에서 천연 돌연변이로 볼 수 있다.[7] 재배종으로는 'Cheddar', 'Orange Bouquet'가 있다.
- 그린 (녹색): B. oleracea botrytis군의 그린 콜리플라워는 브로코플라워라고도 불린다.
- 퍼플 (자주색): 퍼플 콜리플라워는 안토시아닌의 존재로 말미암아 생기는데, 이 물질은 적채와 적포도주에서도 볼 수 있다.[8] 'Graffiti'와 'Purple Cape'라는 변종이 있다.

## 역사
콜리플라워의 신뢰할 수 있는 최초의 참고 문헌은 12~13세기의 아랍계 이슬람 과학자 이븐 알 아왐(Ibn al-'Awwam)과 이븐 알 바이타르(Ibn al-Baitar)의 기록에서 볼 수 있다.

## 생산
| 콜리플라워 생산량 – 2016년 | 콜리플라워 생산량 – 2016년 |
| 국가                       | 생산량 (단위: 100만톤)     |
| -------------------------- | -------------------------- |
| 중화인민공화국             | 10.2                       |
| 인도                       | 8.2                        |
| 미국                       | 1.3                        |
| 스페인                     | 0.6                        |
| 멕시코                     | 0.6                        |
| 이탈리아                   | 0.4                        |
| 전 세계                    | 25.2                       |
| 출처: 유엔 FAOSTAT         |                            |

## 추가 문헌
- Sharma, S.R, Singh, P.K., Chable, V. Tripathi, S.K. (2004). “A review of hybrid cauliflower development”. 《Journal of New Seeds》 6 (2–3): 151. doi:10.1300/J153v06n02_08.